# 20 lipca
20 lipca jest 201. (w latach przestępnych 202.) dniem w kalendarzu gregoriańskim. Do końca roku pozostaje 164 dni.

## Święta
- Imieniny obchodzą: Ansegiz, Aureliusz, Czesław, Czesława, Eliasz, Flawian, Flawiana, Heliasz, Hieronim, Hieronima, Leon, Leona, Ludwika, Małgorzata, Modest, Paweł, Remigia, Remigiusz, Sewera i Stosław.
- Argentyna – Dzień Przyjaźni
- Kolumbia – Święto Niepodległości
- Międzynarodowe – Międzynarodowy Dzień Szachów (od 1966 w rocznicę powstania FIDE)[1]
- Starosłowiańskie – Święto Peruna
- Wspomnienia i święta w Kościele katolickim[2][3] obchodzą:
  - bł. Alojzy Novarese (prezbiter)
  - św. Ansegiz z Fontenelle (opat)
  - św. Apolinary z Rawenny (biskup i męczennik) (również 23 lipca)
  - św. Aureliusz z Kartaginy (biskup)
  - bł. Czesław Odrowąż (prezbiter)
  - św. Eliasz (prorok)
  - bł. Franciszka Aldea Araujo (męczennica)
  - św. Hieronim Emiliani (zakonnik) (wspomnienie oficjalne do 1969)
  - św. Józef Barsabbas (biskup i męczennik)
  - św. Małgorzata Antiocheńska (męczennica)
  - bł. Rita Dolores Pujalte Sanchez (męczennica)
  - św. Sewera z Trewiru (zakonnica, ksieni)
  - św. Torlak Thorhallson (biskup)

## Wydarzenia w Polsce
- 966 – Całkowite zaćmienie Słońca widoczne nad Suwalszczyzną i Podlasiem.
- 1477 – Książę warszawski Bolesław V ożenił się z Anną Radzanowską.
- 1492 – Aleksander Jagiellończyk został wielkim księciem litewskim.
- 1505 – Król Czech i Węgier Władysław II Jagiellończyk wydał dokument fundacyjny zezwalający na utworzenie uniwersytetu we Wrocławiu, do czego jednak nie doszło na skutek niepotwierdzenia go przez papieża Juliusza II, po proteście ze strony Uniwersytetu Jagiellońskiego.
- 1511 – Spłonął klasztor franciszkanów w Choszcznie.
- 1526 – W Gdańsku powołano reprezentację pospólstwa we władzach miejskich, tzw. Trzeci Ordynek.
- 1567 – Wojna litewsko-rosyjska: zwycięstwo wojsk litewskich pod wodzą wojewody bracławskiego księcia Romana Sanguszki w bitwie pod Czaśnikami.
- 1644 – Jan Jerzy Szlichtyng otrzymał od króla Władysława IV Wazy pozwolenie na założenie miasta Szlichtyngowa.
- 1654 – IV wojna polsko-rosyjska: król Jan Kazimierz zaprzysiągł zawarty przez posła Mariusza Stanisława Jaskólskiego traktat z chanem krymskim Islamem Girejem, na mocy którego wspomagający dotąd Kozaków Tatarzy zawarli sojusz z Rzecząpospolitą.
- 1657 – Potop szwedzki: armia koronna pod wodzą hetmanów Stanisława Rewery Potockiego i Jerzego Sebastiana Lubomirskiego, w połączeniu z armią polsko-litewsko-tatarską Stefana Czarnieckiego pokonała w bitwie pod Czarnym Ostrowem sprzymierzone ze Szwedami wojska siedmiogrodzkie Jerzego II Rakoczego, zmuszając go do kapitulacji.
- 1750 – Król August III Sas wydał ordynację rozstrzygającą spory ustrojowe w Gdańsku, która wzmacniała opozycyjne stronnictwo kupiecko-rzemieślnicze i poszerzała uprawnienia królewskie.
- 1763 – Wojna domowa w Rzeczypospolitej: 4 pułki wojsk rosyjskich dowodzone przez Nikołaja Sałtykowa przekroczyły granicę w celu wsparcia stronnictwa tzw. Familii, zgrupowanego wokół rodów Czartoryskich i Poniatowskich.
- 1794 – Insurekcja kościuszkowska: udana obrona Wilna przed wojskami rosyjskimi gen. Bohdana Knorringa (19-20 lipca).
- 1806 – Rozpoczęto eksploatację Kanału Kłodnickiego.
- 1816 – W „Gazecie Warszawskiej” ukazał się pierwotny tekst Pieśni narodowej za pomyślność króla z muzyką Jana Nepomucena Piotra Kaszewskiego i tekstem Alojzego Felińskiego, będącej oficjalnym hymnem Królestwa Kongresowego. Obecnie pieśń, ze zmienionym tekstem, znana jest pod tytułem Boże, coś Polskę.
- 1869 – Do Sądu Rejonowego w Krakowie wpłynął anonim informujący o fakcie przetrzymywania od 21 lat w nieludzkich warunkach jednej z zakonnic w tamtejszym klasztorze karmelitanek bosych (sprawa Barbary Ubryk).
- 1915 – I wojna światowa: wojska austro-węgierskie zajęły Radom.
- 1919:
  - Władze polskie aresztowały Paulinę Miadziołkę za udział w wydawaniu gazety „Rodnyj Kraj”.
  - Zawarto rozejm pomiędzy dowództwem Wojska Polskiego i oddziałami Semena Petlury.
- 1925 – Po eksplozji kotła zatonął polski torpedowiec ORP „Kaszub”.
- 1926 – Marszałek Polski Józef Piłsudski utworzył kompanię zamkową, pierwszy etatowy pododdział reprezentacyjny Wojska Polskiego.
- 1931 – W okolicach Lublina potężna trąba powietrzna zniszczyła budynki o kilkudziesięciocentymetrowych murach i wywracała załadowane (drewniane) wagony towarowe.
- 1939 – Ciężko chory Wojciech Korfanty został zwolniony przez władze sanacyjne z więzienia na Pawiaku.
- 1941 – W Humaniu NKWD zamordowało ok. 700-800 więźniów doprowadzonych z Czortkowa.
- 1943 – Około 400 Żydów zostało rozstrzelanych przez Niemców na cmentarzu żydowskim w Częstochowie.
- 1944 – Płk Claus Schenk Graf von Stauffenberg dokonał nieudanego zamachu bombowego na Adolfa Hitlera w jego kwaterze głównej w Gierłoży koło Kętrzyna.
- 1945 – Po prawie 6 latach powrócił do kraju prymas Polski kardynał August Hlond.
- 1949 – W Krakowie otwarto Powszechny Dom Towarowy.
- 1952 – W rozegranym na Stadionie Wojska Polskiego w Warszawie finale piłkarskiego Pucharu Zlotu Młodych Przodowników Wawel Kraków pokonał Cracovię 5:1.
- 1956 – Premiera baśni filmowej Warszawska syrena w reżyserii Tadeusza Makarczyńskiego i Stanisława Barei.
- 1961 – Z trzydniową wizytą przybył do Polski pierwszy kosmonauta Jurij Gagarin.
- 1964:
  - Odsłonięto Pomnik Bohaterów Warszawy.
  - Rozpoczęto wydobycie w KWK „Staszic” w Katowicach.
- 1966 – Premiera filmu Lekarstwo na miłość w reżyserii Jana Batorego.
- 1968 – Oddano do użytku największy polski sztuczny zbiornik wodny na Sanie w Solinie o powierzchni 21,1 km².
- 1973 – Otwarto Łódzki Ogród Botaniczny.
- 1980 – Strajki lubelskie: podpisano ostatnie porozumienia między poszczególnymi strajkującymi zakładami pracy a stroną rządową, w których obiecano podwyżkę płac.
- 1982 – Utworzono Patriotyczny Ruch Odrodzenia Narodowego (PRON).
- 1984 – Otwarto nowy dworzec PKS w Kielcach.
- 1985 – Uruchomiono komunikację trolejbusową w Słupsku.
- 2001 – Sejm RP przyjął ustawę o kredycie konsumenckim.
- 2007 – Przez gminy województwa śląskiego (Kłomnice, Rędziny i Mstów) przeszła trąba powietrzna, niszcząc ok. 150 budynków oraz raniąc 7 osób. Wiatr zniszczył również zabudowania i odciął od świata wieś Skotniki w gminie Aleksandrów (województwo łódzkie).
- 2017 – We Wrocławiu rozpoczęły się 10. World Games.

## Wydarzenia na świecie

Bitwa pod Lissą (1866) na obrazie Carla Frederika Sorensena

- 514 – Hormizdas został papieżem.
- 802 – Do Akwizgranu przyprowadzono słonia indyjskiego-albinosa, będącego prezentem od kalifa Haruna ar-Raszida dla cesarza Karola Wielkiego.
- 1031 – Henryk I został królem Francji.
- 1304 – I wojna o niepodległość Szkocji: wojska angielskie zdobyły po trzymiesięcznym oblężeniu zamek w Stirling.
- 1483 – Jan Oldenburg został koronowany na króla Norwegii.
- 1514 – W Temeszwarze został stracony György Dózsa, przywódca powstania chłopskiego na Węgrzech i w Siedmiogrodzie.
- 1520 – Położono kamień węgielny pod budowę bazyliki Zwiastowania Najświętszej Maryi Panny w Genui.
- 1524 – Franciszek III został księciem Bretanii.
- 1534 – Na mocy edyktu króla Anglii Henryka VIII Tudora założono Cambridge University Press, najstarszą, nieprzerwanie działającą oficynę wydawniczą na świecie.
- 1544 – Książę Albrecht Hohenzollern założył Uniwersytet Albrechta w Królewcu.
- 1546 – Katolicki cesarz Niemiec Karol V Habsburg ogłosił banicję przywódców protestanckiego Związku szmalkaldzkiego.
- 1572 – Król Danii i Norwegii Fryderyk II Oldenburg poślubił w Kopenhadze księżniczkę meklemburską Zofię.
- 1674 – Wojna rosyjsko-turecka: zwycięstwo wojsk moskiewskich w bitwie pod Rusawą.
- 1683 – Angielski astronom John Flamsteed dostrzegł jako pierwszy kometę jednopojawieniową C/1683 O1, zwaną Kometą Wiktorii Wiedeńskiej.
- 1712 – W bitwie pod Sins wojska pięciu kantonów katolickich rozbiły 1400 berneńczyków. Bitwa wznowiła walki pomiędzy katolikami a protestantami w Szwajcarii.
- 1715 – VIII wojna wenecko-turecka: wojska tureckie zdobyły po oblężeniu twierdzę Palamidi w Nauplionie na Peloponezie.
- 1749 – Król Hiszpanii Filip V nakazał pojmanie wszystkich Romów w kraju oraz zesłanie mężczyzn do pracy w kopalniach, stoczniach i manufakturach, odesłanie małych dziewczynek do domów dla ubogich oraz do służby u rodzin niecygańskich i poddanie kobiet z dziećmi poniżej 7 lat przymusowej nauce doktryny katolickiej. Karę za nieposłuszeństwo była natychmiastowa egzekucja, a według oceny historyków tego dnia zamordowanych zostało od 9 tys do 12 tys. osób.
- 1762 – Poświęcono sobór św. Mikołaja i Objawienia Pańskiego w Petersburgu.
- 1774 – V wojna rosyjsko-turecka: stoczono bitwę morską pod Kerczem.
- 1779 – Tekle Gijorgis I został cesarzem Etiopii.
- 1783 – Miejscowość Kirkjubæjarklaustur na Islandii została w ostatniej chwili uratowana przed lawą z wulkanu Laki, która zatrzymała się na skale Eldmessutangi u granic miasta.
- 1789 – We Francji wybuchło powstanie chłopskie.
- 1797 – We włoskim Reggio Emilia miało miejsce pierwsze publiczne wykonanie Mazurka Dąbrowskiego.
- 1810 – Kolumbia ogłosiła niepodległość (od Hiszpanii).
- 1812 – Powstało zależne od Napoleona Bonapartego Księstwo Kurlandii, Semigalii i Piltynia.
- 1826 – Odnaleziono starożytną rzeźbę Skrzydlata Wiktoria z Brescii.
- 1842 – Dokonano pierwszego wejścia na najwyższy szczyt Pirenejów Pico de Aneto (3404 m n.p.m.)
- 1847 – Została odkryta kometa okresowa 23P/Brorsen-Metcalf.
- 1848 – Odbył się Zjazd Kobiet w Seneca Falls w amerykańskim stanie Nowy Jork (19–20 lipca).
- 1852 – Lepel na Białorusi otrzymał herb miejski.
- 1860:
  - Nad Ameryką Północną przeleciał niezwykle rzadki meteor muskający atmosferę.
  - W Nevadzie rozpoczęto budowę Fortu Churchill.
- 1864 – Wojna secesyjna: zwycięstwo wojsk Unii w bitwie nad Peachtree Creek w Georgii.
- 1866 – Wojna prusko-austriacka: zwycięstwo floty austriackiej nad flotą włoską (sprzymierzoną z Prusami) w bitwie pod Lissą.
- 1871 – Kolumbia Brytyjska jako 6. prowincja wstąpiła do Konfederacji Kanady.
- 1885 – Francuzi uruchomili pierwszą kolej w Wietnamie łączącą Sajgon i Mytho (71 km).
- 1886 – W Wielkiej Brytanii upadł trzeci rząd Williama Ewarta Gladstone’a.
- 1898 – Odbyła się pierwsza sportowa relacja radiowa, przeprowadzona przez Guglielmo Marconiego z regat żeglarskich.
- 1903:
  - W Macedonii wybuchło powstanie antytureckie.
  - W USA sprzedano pierwszy samochód marki Ford.
  - Wojna domowa w Wenezueli: miała miejsce bitwa o Ciudad Bolívar.
- 1905 – W Niemieckiej Afryce Wschodniej wybuchło powstanie Maji-Maji.
- 1916 – I wojna światowa: zwycięstwo wojsk niemieckich nad brytyjskimi w bitwie pod Fromelles.
- 1917:
  - Aleksander Kiereński został przewodniczącym Rządu Tymczasowego Rosji.
  - Podpisano Deklarację z Korfu powołującą do życia Królestwo Serbów, Chorwatów i Słoweńców.
- 1920 – Założono holenderski klub piłkarski SC Heerenveen.
- 1922 – Liga Narodów zatwierdziła ustanowienie brytyjskich i francuskich mandatów w byłych niemieckich koloniach: Kamerunie, Togo i Niemieckiej Afryce Wschodniej (Tanganice).
- 1923 – Został zamordowany przywódca meksykańskiej partyzantki chłopskiej Pancho Villa.
- 1924 – W Paryżu została utworzona Międzynarodowa Federacja Szachowa (FIDE).
- 1932 – W Niemczech doszło do tzw. „zamachu pruskiego”, kiedy to kanclerz Rzeszy Franz von Papen rozwiązał pruski socjaldemokratyczny rząd krajowy Otto Brauna, wprowadził w jego miejsce zarząd komisaryczny rządu Rzeszy i sam mianował się komisarzem Rzeszy na Prusy.
- 1933 – III Rzesza zawarła konkordat ze Stolicą Apostolską. Podpisy pod dokumentem złożyli wicekanclerz Rzeszy Franz von Papen i kardynał Eugenio Pacelli.
- 1936:
  - W greckiej Olimpii po raz pierwszy zapalono pochodnię z ogniem olimpijskim.
  - Została podpisana Konwencja z Montreux regulująca prawo morza w cieśninach czarnomorskich Bosfor i Dardanele.
- 1937 – Tawda w Rosji otrzymała prawa miejskie.
- 1940:
  - Dania wystąpiła z Ligi Narodów.
  - Na uchodźstwie w Londynie powstał trzeci rząd Władysława Sikorskiego.
- 1943:
  - Bitwa o Atlantyk: niemiecki okręt podwodny U-558 został zatopiony w Zatoce Biskajskiej przez brytyjskie i amerykańskie bombowce, w wyniku czego zginęło 41 spośród 46 członków załogi.
  - Kampania śródziemnomorska: miał miejsce ostatni nalot bombowy państw Osi na Maltę.
  - Wojna na Pacyfiku: zwycięstwo wojsk japońskich nad amerykańskimi w	 bitwie pod Bairoko na Nowej Georgii.
- 1944:
  - Obrączkowe zaćmienie słońca widoczne nad zachodnią Afryką, Indiami, Półwyspem Indochińskim, Filipinami i Nową Gwineą.
  - Premiera amerykańskiego melodramatu wojennego Od kiedy cię nie ma w reżyserii Johna Cromwella.
- 1948 – Rhee Syng-man został wybrany przez Zgromadzenie Narodowe na pierwszego prezydenta Korei Południowej.
- 1949:
  - Wasił Kołarow został premierem Bułgarii.
  - Zwycięstwem wojsk izraelskich zakończyła się I wojna izraelsko-arabska.
- 1950 – Wojna koreańska: rozpoczęła się bitwa pod Sangju.
- 1951 – Król Jordanii Abdullah I został zamordowany przez palestyńskiego nacjonalistę w meczecie w Jerozolimie.
- 1954 – Na konferencji w Genewie podpisano układy pokojowe kończące I wojnę indochińską. W miejsce Indochin Francuskich powstały 4 niepodległe państwa: Wietnam Północny, Wietnam Południowy, Laos i Kambodża.
- 1960:
  - Okręt podwodny z napędem atomowym USS „George Washington” dokonał pierwszego odpalenia pocisku balistycznego spod powierzchni morza.
  - Sirimavo Bandaranaike została premierem Cejlonu i zarazem pierwszą kobietą-szefem rządu na świecie.
  - Wszystkie 23 osoby na pokładzie zginęły w katastrofie należącego do Aerofłotu Iła-14 lecącego z Leningradu do Syktywkaru.
- 1961 – Kuwejt wstąpił do Ligi Państw Arabskich.
- 1962 – Pomiędzy Rhyl w Walii a Wallasey w Anglii uruchomiono pierwszą na świecie regularna linię pasażerską obsługiwaną przez poduszkowiec (Vickers-Armstrong VA-3).
- 1964 – W Kongo założono partię polityczną Narodowy Ruch Rewolucyjny (MNR).
- 1967 – Chiński minister bezpieczeństwa gen. Xie Fuzhi został wysłany do Wuhanu w celu zdyscyplinowania lokalnych działaczy, gdzie został pobity i uwięziony przez hunwejbinów. Uwolniono go dopiero po interwencji wojska.
- 1973 – Japoński Boeing 747 ze 145 osobami na pokładzie został po starcie z Amsterdamu uprowadzony przez trzech terrorystów palestyńskich i jednego członka Japońskiej Armii Czerwonej do libijskiego Benghazi.
- 1974 – Wojska tureckie dokonały inwazji na Cypr i zajęły północną część wyspy.
- 1977 – 84 osoby zginęły w wyniku powodzi w Johnstown w stanie Pensylwania.
- 1980 – Taki ad-Din as-Sulh został po raz drugi premierem Libanu.
- 1981 – 50 osób zginęło w katastrofie samolotu Fokker F-27 w Somalii.
- 1982 – 11 żołnierzy zginęło, a 50 osób zostało rannych w dwóch eksplozjach bomb podłożonych przez IRA w Hyde Parku i Regent’s Park w l Londynie.
- 1984 – Reprezentant NRD Uwe Hohn jako pierwszy i jedyny człowiek w historii rzucił oszczepem (starego typu) ponad 100 metrów.
- 1989:
  - Przywódczyni birmańskiej opozycji Aung San Suu Kyi została osadzona w areszcie domowym przez rządzącą krajem juntę wojskową.
  - Tajwan i Grenada ustanowiły stosunki dyplomatyczne.
- 1992 – Václav Havel ustąpił ze stanowiska prezydenta Czechosłowacji.
- 1996:
  - 35 osób zostało rannych, w tym turyści brytyjscy i irlandzcy, w przeprowadzonych przez ETA zamachach bombowych na lotnisko i hotel w katalońskim mieście Tarragona.
  - Na XXVI Letnich Igrzyskach Olimpijskich w Atlancie Renata Mauer-Różańska zdobyła złoty medal w konkurencji karabinu pneumatycznego.
  - Rebelianci z plemienia Hutu dokonali masakry około 350 Tutsich w obozie dla uchodźców Bugendana w Burundi.
- 1997 – Nacagijn Bagabandi został prezydentem Mongolii.
- 1998 – Lyonpo Jigme Thinley został premierem Bhutanu.
- 1999:
  - W Chinach zdelegalizowano sektę Falun Gong.
  - Z dna Atlantyku wydobyto kapsułę kosmiczną Liberty Bell 7, która zatonęła podczas wodowania po locie balistycznym Virgila Grissoma 21 lipca 1961 roku.
- 2000 – Lyonpo Yeshey Zimba został premierem Bhutanu.
- 2005 – W Kanadzie zalegalizowano małżeństwa osób tej samej płci.
- 2006 – Armia etiopska wkroczyła na terytorium Somalii w celu ochrony miejscowego rządu tymczasowego przed potencjalnym atakiem islamskiej milicji kontrolującej większość kraju.
- 2007:
  - Bamir Topi został wybrany przez parlament na urząd prezydenta Albanii.
  - Izrael z uwolnił 255 więźniów palestyńskich, w większości z ugrupowania Al-Fatah.
- 2011 – 14 osób zginęło w wyniku trzęsienia ziemi na pograniczu uzbecko-kirgiskim.
- 2012:
  - W kinie w mieście Aurora w stanie Kolorado 25-letni James Holmes otworzył ogień do widzów, zabijając 12 i raniąc 58 z nich.
  - Wojna domowa w Syrii: rozpoczęła się bitwa o Aleppo.
- 2013 – W Sztokholmie otwarto stadion Tele2 Arena.
- 2015 – 33 osoby zginęły, a 104 zostały ranne w samobójczym zamachu bombowym na centrum kultury w Suruç na południu Turcji.
- 2016 – W wyniku wybuchu bomby podłożonej w samochodzie w Kijowie zginął białorusko-rosyjsko-ukraiński niezależny dziennikarz Pawieł Szaramiet.
- 2021 – Ariel Henry został premierem i p.o. prezydenta Haiti.
- 2022 – Ranil Wickremesinghe został wybrany przez parlament na urząd prezydenta Sri Lanki.

## Eksploracja kosmosu
- 1969 – Program Apollo: lądownik statku Apollo 11 z astronautami Neilem Armstrongiem i Buzzem Aldrinem wylądował na Księżycu.
- 1976 – Program Viking: amerykańska sonda Viking 1 wylądowała na Marsie.

## Urodzili się
- 356 p.n.e. – Aleksander III Wielki, król Macedonii (zm. 323 p.n.e.)
- 1304 – Francesco Petrarca, włoski poeta (zm. 1374)
- 1346 – Małgorzata, angielska księżniczka, hrabina Pembroke (zm. 1361)
- 1519 – Innocenty IX, papież (zm. 1591)
- 1574 – Wilhelm Kettler, książę Kurlandii i Semigalii (zm. 1640)
- 1581 – Isidoro Bianchi, włoski malarz, rzeźbiarz (zm. 1662)
- 1627 – Thomas Wynne, amerykański lekarz, polityk (zm. 1692)
- 1649 – Hans William Bentinck, holenderski arystokrata, polityk, dyplomata (zm. 1709)
- 1656 – Johann Bernhard Fischer, austriacki architekt, rzeźbiarz (zm. 1723)
- 1662 – Andrea Brustolon, włoski rzeźbiarz (zm. 1732)
- 1682 – Michael Friedrich von Althann, austriacki duchowny katolicki, teolog, biskup Vác, kardynał, polityk, wicekról Neapolu (zm. 1734)
- 1698 – Józef Pawłowski, polski duchowny katolicki, biskup pomocniczy poznański (zm. 1759)
- 1700 – Henri Louis Duhamel du Monceau, francuski inżynier, botanik (zm. 1782)
- 1737 – William Maclay, amerykański prawnik, polityk, senator (zm. 1804)
- 1742 – Ignacy Filipecki, polski kapucyn, kaznodzieja (zm. 1803)
- 1744 – Joshua Clayton, amerykański prawnik, polityk, senator (zm. 1798)
- 1748 – Giulio Gabrielli, włoski duchowny katolicki, biskup Senigallii, kardynał (zm. 1822)
- 1754 – Antoine Destutt de Tracy, francuski filozof, ekonomista, polityk (zm. 1836)
- 1756 – William Strutt, brytyjski inżynier, architekt, wynalazca (zm. 1830)
- 1758 – Marguerite Guadet, francuski polityk, rewolucjonista (zm. 1794)
- 1765 – August Fryderyk Ferdynand von der Goltz, pruski dyplomata, polityk (zm. 1832)
- 1766 – Thomas Bruce, brytyjski arystokrata, dyplomata (zm. 1841)
- 1769 – Jakub Redel, polski generał (zm. 1845)
- 1774 – Auguste de Marmont, francuski dowódca wojskowy, marszałek Francji (zm. 1852)
- 1785:
  - Józef, serbski biskup prawosławny, działacz narodowy (zm. 1861)
  - Mahmud II, sułtan Imperium Osmańskiego (zm. 1839)
- 1792 – Ignacy Prądzyński, polski generał Wojska Królestwa Polskiego, wódz naczelny powstania listopadowego (zm. 1850)
- 1797:
  - Gotthard Daniel Fritzsche, niemiecko-australijski pastor (zm. 1863)
  - Paweł Edmund Strzelecki, polski podróżnik, geolog, geograf, badacz Australii (zm. 1873)
- 1804 – Richard Owen, brytyjski biolog, anatom porównawczy zwierząt, paleontolog, wykładowca akademicki (zm. 1892)
- 1807 – Jacob Jacobson, niemiecki lekarz pochodzenia żydowskiego (zm. 1858)
- 1811 – James Bruce, brytyjski arystokrata, polityk, administrator kolonialny (zm. 1863)
- 1812 – Louisa Anne Meredith, brytyjsko-australijska poetka (zm. 1895)
- 1815 – Giuseppe La Farina, włoski rewolucjonista, działacz niepodległościowy, pisarz historyczny (zm. 1863)
- 1816:
  - William Bowman, brytyjski chirurg, histolog, anatom (zm. 1892)
  - Edward Żeligowski, polski poeta, tłumacz, publicysta (zm. 1864)
- 1819 – Heinrich Bernhard Oppenheim, niemiecki, prawnik, filozof, publicysta, polityk (zm. 1880)
- 1822 – Gregor Mendel, czeski augustianin, botanik, pionier genetyki (zm. 1884)
- 1830 – Franciszek Dobrowolski, polski dziennikarz, dyrektor teatru, działacz społeczny i polityczny (zm. 1896)
- 1832 – James Renwick Brevoort, amerykański malarz (zm. 1918)
- 1836 – Hieronim (Ekziemplarski), rosyjski biskup prawosławny (zm. 1905)
- 1838 – George Trevelyan, brytyjski arystokrata, polityk (zm. 1928)
- 1840 – Adalbert Tilkowsky, austriacki psychiatra, radca stanu (zm. 1907)
- 1841 – Józef Pietrzykowski, polski architekt, rzeźbiarz, działacz narodowy, powstaniec (zm. 1933)
- 1842 – Jarosław Kossakowski, polski działacz niepodległościowy, uczestnik powstania styczniowego, zesłaniec (zm. 1889)
- 1847 – Max Liebermann, niemiecki malarz, grafik pochodzenia żydowskiego (zm. 1935)
- 1849 – Théobald Chartran, francuski malarz (zm. 1907)
- 1850 – Georg Elias Müller, niemiecki psycholog, wykładowca akademicki (zm. 1934)
- 1851 – Arnold Pick, austriacki neurolog, psychiatra pochodzenia żydowskiego (zm. 1924)
- 1852:
  - William Rooke Creswell, australijski wiceadmirał (zm. 1933)
  - Theo Heemskerk, holenderski polityk, minister spraw wewnętrznych i premier Holandii (zm. 1932)
- 1854 – Louis Dauvergne, francuski prawnik, architekt (zm. 1903)
- 1855 – Pierre Puiseux, francuski astronom (zm. 1928)
- 1859 – Otto Warburg, niemiecki botanik, ekspert w dziedzinie rolnictwa, wykładowca akademicki, działacz syjonistyczny pochodzenia żydowskiego (zm. 1938)
- 1860:
  - Giambattista De Curtis, włoski poeta, malarz (zm. 1926)
  - Alexandru Obregia, rumuński psychiatra, wykładowca akademicki (zm. 1937)
  - Johannes Walther, niemiecki geolog, paleontolog (zm. 1937)
  - Hieronim Wierzchowski, polski esperantysta, sędzia, polityk (zm. 1942)
- 1861 – Nobu Shirase, japoński oficer, badacz Antarktydy (zm. 1946)
- 1864 – Erik Axel Karlfeldt, szwedzki poeta, laureat Nagrody Nobla (zm. 1931)
- 1865 – Matwiej Sulejman Sulkiewicz, rosyjski generał lejtnant pochodzenia tatarskiego (zm. 1920)
- 1866 – Ignacy Kłopotowski, polski duchowny katolicki, błogosławiony (zm. 1931)
- 1872 – Déodat de Séverac, francuski kompozytor (zm. 1921)
- 1873:
  - Alberto Santos-Dumont, brazylijski pionier lotnictwa (zm. 1932)
  - Joseph Wallis, brytyjski rugbysta (zm. ?)
- 1877 – Tom Crean, irlandzki podróżnik, marynarz, badacz polarny (zm. 1938)
- 1878 – George Hackenschmidt, estoński zapaśnik, strongman, wrestler (zm. 1968)
- 1879 – Vladko Maček, chorwacki polityk (zm. 1964)
- 1880:
  - Raoul Thiercelin, francuski rugbysta (zm. ?)
  - Tobeen, francuski malarz, grawer (zm. 1938)
- 1883 – Paul Bader, niemiecki generał (zm. 1971)
- 1885:
  - Czesław Szczepański, polski prawnik, prezydent Lublina (zm. 1961)
  - Herman Wildenvey, norweski poeta, tłumacz (zm. 1959)
- 1886 – Frank Heller, szwedzki pisarz (zm. 1947)
- 1887 – Floyd Collins, amerykański grotołaz (zm. 1925)
- 1888:
  - Stefan Kiedrzyński, polski prozaik, dramaturg (zm. 1943)
  - Emil Zegadłowicz, polski poeta, prozaik, znawca sztuki, tłumacz (zm. 1941)
- 1890:
  - Jerzy II, król Grecji (zm. 1947)
  - Giorgio Morandi, włoski malarz, grafik (zm. 1964)
- 1892:
  - Jan Henryk Jedynak, polski działacz ludowy, polityk, wicemarszałek Sejmu (zm. 1966)
  - Joseph Ritter, amerykański duchowny katolicki, arcybiskup Indianapolis i Saint Louis, kardynał (zm. 1967)
- 1894 – Errett Lobban Cord, amerykański przedsiębiorca, wynalazca, polityk (zm. 1974)
- 1895 – László Moholy-Nagy, węgierski malarz, fotograf, projektant, producent filmowy (zm. 1946)
- 1896 – Rudolf Kolisch, austriacki skrzypek, dyrygent i pedagog (zm. 1978)
- 1897 – Tadeusz Reichstein, szwajcarski biochemik pochodzenia polsko-żydowskiego, laureat Nagrody Nobla (zm. 1996)
- 1898:
  - Eugène Beaudouin, francuski architekt, urbanista (zm. 1983)
  - Gieorgij Langemak, radziecki naukowiec, inżynier wojskowy (zm. 1938)
  - Robert Maksymowski, polski działacz ruchu robotniczego, publicysta (zm. 1937)
  - Krystyna Remerowa, polska filolog klasyczna, bibliotekoznawczyni (zm. 1986)
- 1899:
  - Mieczysław Wojciechowski, polski żołnierz, kwaler orderu Virtuti Militari (zm. 1958)
  - Czesław Wycech, polski działacz ruchu ludowego, polityk, historyk, marszałek Sejmu PRL (zm. 1977)
- 1900:
  - Maurice Gilliams, flamandzki poeta, prozaik (zm. 1982)
  - Zygmunt Kraczkiewicz, polski cytolog, embriolog (zm. 1971)
- 1901:
  - Helena Gruszecka, polska aktorka pochodzenia żydowskiego (zm. 1982)
  - Ida Mett, rosyjska anarchistka, pisarka pochodzenia żydowskiego (zm. 1973)
  - Gaston Waringhien, francuski lingwista, tłumacz, leksykograf, esperantysta (zm. 1991)
- 1902 – Paul Yoshigorō Taguchi, japoński duchowny katolicki, arcybiskup Osaki, kardynał (zm. 1978)
- 1903:
  - Gieorgij Skriebicki, rosyjski pisarz (zm. 1964)
  - Arkadij Stołypin, rosyjski emigracyjny działacz polityczny i religijny, pisarz, publicysta (zm. 1990)
- 1904 – Hanna Ożogowska, polska pisarka, poetka, tłumaczka (zm. 1995)
- 1906:
  - Gwido Chmarzyński, polski historyk sztuki, muzeolog (zm. 1973)
  - Zbigniew Ihnatowicz, polski architekt, urbanista (zm. 1995)
  - Ilja Mazuruk, radziecki generał major lotnictwa (zm. 1989)
- 1907:
  - Bronisław Czerwiński, polski matematyk (zm. 1957)
  - Cor Kools, holenderski piłkarz, trener (zm. 1985)
- 1908:
  - Vincent Coll, amerykański płatny zabójca pochodzenia irlandzkiego (zm. 1932)
  - Czesław Rachel, polski rzemieślnik, polityk, poseł na Sejm PRL (zm. 1977)
- 1909 – Ignacy Olszewski, polski duchowny katolicki, wykładowca seminarium duchownego, redaktor, kapelan wojskowy (zm. 1971)
- 1910:
  - Mohamed Amin Didi, malediwski polityk, pierwszy prezydent Malediwów (zm. 1954)
  - Jesús Olmos, meksykański koszykarz (zm. 1988)
  - Sara Teitelbaum, estońska lekkoatletka, koszykarka i siatkarka (zm. 1941)
- 1911:
  - Loda Halama, polska tancerka, aktorka, choreograf (zm. 1996)
  - Witold Nowacki, polski inżynier budownictwa, wykładowca akademicki (zm. 1986)
  - Czesław Skoraczyński, polski hokeista, piłkarz, trener piłkarski (zm. 1982)
- 1912:
  - Czesław Bednarczyk, polski prozaik, poeta (zm. 1994)
  - Jan Flis, polski geograf (zm. 1993)
- 1913:
  - Lucien Goldmann, francuski filozof pochodzenia rumuńsko-żydowskiego (zm. 1970)
  - Guillermo Leaden, argentyński duchowny katolicki, biskup pomocniczy Buenos Aires (zm. 2014)
  - Tadeusz Wiśniewski, polski nauczyciel, polityk, poseł na Sejm PRL (zm. 2014)
- 1914:
  - Roman Sadowski, polski poeta, satyryk (zm. 1979)
  - Ersilio Tonini, włoski duchowny katolicki, arcybiskup Rawenny, kardynał (zm. 2013)
  - Hana Zelinová, słowacka poetka, pisarka, dramaturg, autorka książek dla dzieci i młodzieży (zm. 2004)
- 1915
  - Johanna Vancura, austriacka lekkoatletka, sprinterka (zm. 1998)
  - Adam Wolnikowski, polski historyk, bibliofil (zm. 1990)
- 1916 – Hans von Blixen Finecke, szwedzki jeździec sportowy (zm. 2005)
- 1917 – Józef Bartosik, polski kapitan marynarki i brytyjski kontradmirał (zm. 2008)
- 1918:
  - Sven Andersson, szwedzki kierowca wyścigowy, inżynier (zm. 2009)
  - Iwan Pietrow, radziecki polityk (zm. 2000)
  - Siergiej Szczerbakow, radziecki bokser (zm. 1994)
- 1919:
  - Zdzisław Głowacki, polski malarz, nauczyciel akademicki (zm. 1987)
  - Edmund Hillary, nowozelandzki himalaista, polarnik (zm. 2008)
- 1920:
  - Darrell S. Cole, amerykański sierżant (zm. 2015)
  - Charlie Colombo, amerykański piłkarz (zm. 1986)
  - Maria Kurecka, polska pisarka, tłumaczka (zm. 1989)
  - Elliot Richardson, amerykański prawnik, polityk (zm. 1999)
  - Franciszek Walicki (lub 20 lipca 1921), polski dziennikarz muzyczny, publicysta, działacz kulturalny (zm. 2015)
- 1921:
  - Maria Dąbska, polska lekarka, patomorfolog (zm. 2014)
  - Marian Rojewski, polski grafik (zm. 1984)
  - Ted Schroeder, amerykański tenisista (zm. 2006)
  - Franciszek Walicki (lub 20 lipca 1920), polski dziennikarz muzyczny, publicysta, działacz kulturalny (zm. 2015)
- 1922:
  - Joachim-Ernst Berendt, niemiecki dziennikarz i producent muzyczny (zm. 2000)
  - Alan Stephenson Boyd, amerykański polityk, sekretarz transportu (zm. 2020)
  - Ferdynand Jarocha, polski rzeźbiarz (zm. 2013)
  - Angeł Sołakow, bułgarski polityk komunistyczny (zm. 1998)
- 1923:
  - Stanisław Albinowski, polski ekonomista, dziennikarz, publicysta (zm. 2005)
  - Ivan Bodin, szwedzki piłkarz (zm. 1991)
  - Mattitjahu Peled, izraelski generał, arabista, działacz pokojowy, polityk (zm. 1995)
  - Giorgio Pellini, włoski szermierz (zm. 1986)
- 1924:
  - Lola Albright, amerykańska aktorka (zm. 2017)
  - Thomas Berger, amerykański pisarz (zm. 2014)
  - Władysław Dubielak, polski podporucznik, żołnierz ZWZ i Ruchu Oporu AK (zm. 1955)
  - Wojciech Lenart, polski podporucznik, żołnierz AK, uczestnik powstania warszawskiego (zm. 1944)
  - Iljas Sarkis, libański polityk, prezydent Libanu (zm. 1985)
- 1925:
  - Jacques Delors, francuski ekonomista, polityk, minister finansów, eurodeputowany, przewodniczący Komisji Europejskiej (zm. 2023)
  - Frantz Fanon, amerykański psychiatra, pisarz, polityk (zm. 1961)
- 1926:
  - Halina Krzanowska, polska biolog (zm. 2004)
  - Remigiusz Rogacki, polski aktor (zm. 2001)
- 1927:
  - Ludmiła Aleksiejewa, rosyjska dysydentka, obrończyni praw człowieka (zm. 2018)
  - Simin Behbahani, irańska poetka (zm. 2014)
  - Michael Gielen, austriacki dyrygent, kompozytor (zm. 2019)
- 1928:
  - Belaid Abdessalam, algierski polityk, premier Algierii (zm. 2020)
  - Anna Maria Borowska, polska działaczka społeczna (zm. 2010)
  - Józef Czyrek, polski polityk, dyplomata, poseł na Sejm PRL, minister spraw zagranicznych (zm. 2013)
  - Pavel Kohout, czeski prozaik, poeta, dramaturg, działacz opozycji demokratycznej
  - Jan Sojda, polski rolnik, masowy morderca (zm. 1982)
  - Konstandinos Stawru, grecki prawnik, polityk, dyplomata (zm. 2006)
- 1929 – Felicja Orsztynowicz, polska lekkoatletka, sprinterka
- 1930:
  - Oleg Anofrijew, rosyjski aktor (zm. 2018)
  - Chuck Daly, amerykański trener koszykówki (zm. 2008)
  - Lotte Ingrisch, austriacka pisarka, dramaturg (zm. 2022)
  - Heinz Kubsch, niemiecki piłkarz, bramkarz (zm. 1993)
  - Joanis Marinos, grecki dziennikarz, polityk
  - José Mario Ruiz Navas, ekwadorski duchowny katolicki, biskup Latacunga, arcybiskup Portoviejo (zm. 2020)
- 1931:
  - Zofia Kuratowska, polska lekarka, hematolog, polityk, wicemarszałek Senatu RP, dyplomata (zm. 1999)
  - Marina Popowicz, radziecka pilotka doświadczalna (zm. 2017)
  - Roy Skelton, brytyjski aktor (zm. 2011)
- 1932:
  - Ryszard Bojar, polski artysta plastyk (zm. 2017)
  - Freddy Kottulinsky, niemiecki kierowca wyścigowy i rajdowy (zm. 2010)
  - Nam June Paik, amerykański artysta, pionier sztuki wideo pochodzenia koreańskiego (zm. 2006)
  - Ove Verner Hansen, duński aktor (zm. 2016)
  - Otto Schily, niemiecki prawnik, polityk
- 1933:
  - Włodzimierz Kłaczyński, polski pisarz (zm. 2025)
  - Cormac McCarthy, amerykański prozaik, dramaturg, scenarzysta filmowy (zm. 2023)
  - Rex Williams, angielski snookerzysta, bilardzista, działacz sportowy
- 1934:
  - Uwe Johnson, niemiecki pisarz (zm. 1984)
  - Halina Kazimierowska, polska aktorka
  - Anna Kunczyńska-Iracka, polska historyk sztuki (zm. 1994)
  - Adriano Reys, brazylijski aktor (zm. 2011)
  - Sergio Siorpaes, włoski bobsleista
- 1935 – Janusz Kościelak, polski żużlowiec (zm. 1993)
- 1936:
  - Brunon Drywa, polski robotnik (zm. 1970)
  - Andrzej Kondratiuk, polski reżyser, scenarzysta, aktor i operator filmowy (zm. 2016)
  - Barbara Mikulski, amerykańska polityk, senator pochodzenia polskiego
  - Czesław Momatiuk, polski taternik, alpinista, fotograf górski, publicysta (zm. 1972)
- 1937:
  - Czesław Deptuła, polski historyk, mediewista (zm. 2024)
  - Ken Ogata, japoński aktor (zm. 2008)
  - Jan Samek, polski pilot szybowcowy, modelarz, instruktor (zm. 1991)
- 1938:
  - Asłan Abaszydze, gruziński polityk, przywódca separatystycznej prowincji Adżaria
  - Teresa Barska, polska scenografka filmowa, dekoratorka wnętrz
  - Deniz Baykal, turecki prawnik, polityk, minister spraw zagranicznych (zm. 2023)
  - Aleksiej German, rosyjski aktor, reżyser i scenarzysta filmowy (zm. 2013)
  - Roger Hunt, angielski piłkarz (zm. 2021)
  - Tony Oliva, kubański baseballista
  - Diana Rigg, brytyjska aktorka (zm. 2020)
  - Heinz Strehl, niemiecki piłkarz (zm. 1986)
  - Natalie Wood, amerykańska aktorka pochodzenia rosyjskiego (zm. 1981)
- 1939:
  - Ivan Bootham, nowozelandzki prozaik, poeta, nowelista, kompozytor pochodzenia brytyjskiego (zm. 2016)
  - Judy Chicago, amerykańska feministka, artystka, pisarka, intelektualistka
  - Stefan Sarnowski, polski filozof (zm. 2014)
  - Jorge de Souza, brazylijski piłkarz (zm. 2008)
- 1940:
  - Czesław Gładkowski, polski kontrabasista jazzowy, kompozytor, pedagog (zm. 2002)
  - Janusz Kondratowicz, polski poeta, satyryk, autor tekstów piosenek, dziennikarz (zm. 2014)
  - Manfred Oskar Lorek, polski zootechnik (zm. 2008)
- 1941:
  - Claudio Maria Celli, włoski duchowny katolicki, arcybiskup, przewodniczący Papieskiej Rady ds. Środków Społecznego Przekazu
  - Ludmiła Czursina, rosyjska aktorka
  - Kim Jŏng Gak, północnokoreański dowódca wojskowy, polityk
  - Władimir Lachow, ukraiński pułkownik lotnictwa, kosmonauta (zm. 2018)
  - Bronius Pauža, litewski agronom, polityk
  - Marie Pillet, francuska aktorka (zm. 2009)
  - Vladimir Veber, mołdawski piłkarz, bramkarz, trener pochodzenia rosyjskiego
- 1942:
  - Stephenie McMillan, brytyjska scenograf (zm. 2013)
  - Malcolm Pearson, brytyjski przedsiębiorca, polityk
  - Mickey Stanley, amerykański baseballista
- 1943:
  - Chris Amon, nowozelandzki kierowca wyścigowy (zm. 2016)
  - José Luis Dibildox Martínez, meksykański duchowny katolicki, biskup Tampico (zm. 2018)
  - Bob McNab, angielski piłkarz, trener
  - Wendy Richard, brytyjska aktorka (zm. 2009)
  - Ryszard Ulicki, polski poeta, autor tekstów piosenek, dziennikarz, polityk, poseł na Sejm RP (zm. 2016)
- 1944:
  - Mel Daniels, amerykański koszykarz (zm. 2015)
  - Kazimierz Ferenc, polski architekt, polityk, urzędnik państwowy, wojewoda rzeszowski (zm. 2024)
- 1945:
  - Kim Carnes, amerykańska piosenkarka, autorka tekstów
  - Larry Craig, amerykański polityk, senator
  - Hassan Abshir Farah, somalijski polityk, premier Somalii (zm. 2020)
  - John Lodge, brytyjski wokalista, basista, członek zespołu The Moody Blues
  - Czesława Nowak, polska lekkoatletka, sprinterka
  - Stefan Zabieglik, polski filozof (zm. 2010)
- 1946:
  - Leonid Gubanow, radziecki poeta, dysydent (zm. 1983)
  - Randal Kleiser, amerykański reżyser i producent filmowy
  - Htin Kyaw, birmański polityk, prezydent Birmy
  - Ildikó Lendvai, węgierska polityk
- 1947:
  - Gerd Binnig, niemiecki fizyk, laureat Nagrody Nobla
  - Camille Keaton, amerykańska aktorka
  - Jewhen Kaminski, ukraiński piłkarz, trener
  - Carlos Santana, meksykański gitarzysta rockowy i jazzowy
- 1948:
  - Anna Chodakowska, polska aktorka
  - Maroun Lahham, jordański duchowny katolicki, arcybiskup Tunisu, biskup pomocniczy łacińskiego patriarchy Jerozolimy
  - Muse Watson, amerykański aktor
- 1949:
  - Krzysztof Lenartowicz, polski pilot cywilny i sportowy
  - Marusja Lubczewa, bułgarska polityk
  - Deogratias Musoke, ugandyjski bokser
- 1950:
  - Tantoo Cardinal, kanadyjska aktorka
  - Lech Marek Gorywoda, polski inżynier budownictwa, prezydent Gorzowa Wielkopolskiego
  - John Lenczowski, amerykański politolog pochodzenia polskiego
  - Fabio Martínez Castilla, meksykański duchowny katolicki, biskup Ciudad Lázaro Cárdenas, arcybiskup Tuxtla Gutiérrez (zm. 2023)
  - Naseeruddin Shah, indyjski aktor
  - Nick Weatherspoon, amerykański koszykarz (zm. 2008)
- 1951:
  - Björn Andersson, szwedzki piłkarz
  - Larry Black, amerykański lekkoatleta, sprinter (zm. 2006)
  - Paulette Bourgeois, kanadyjska pisarka, autorka książek dla dzieci
  - Anna Dymna, polska aktorka, działaczka społeczna
  - Danuta Nowicka, polska działaczka związkowa, polityk, posłanka na Sejm RP
- 1952:
  - Adrian Biddle, brytyjski operator filmowy (zm. 2005)
  - Ian Ferguson, nowozelandzki kajakarz
  - Francisco González Hernández, hiszpański duchowny katolicki, biskup, wikariusz apostolski Puerto Maldonado
  - Grażyna Łobaszewska, polska wokalistka jazzowa
- 1953:
  - Thomas Friedman, amerykański dziennikarz, publicysta pochodzenia żydowskiego
  - Lee Garlington, amerykańska aktorka
  - Jerzy Mazur, polski aktor
  - Vlastimil Petržela, czeski piłkarz, trener
  - Helena Pietraszkiewicz, polska psycholog, polityk, samorządowiec, wojewoda łódzki (zm. 2021)
- 1954:
  - Moira Harris, amerykańska aktorka
  - Nguyễn Xuân Phúc, wietnamski polityk, premier Wietnamu
  - Thomas Urban, niemiecki dziennikarz, pisarz
- 1955:
  - Desmond Douglas, brytyjski tenisista stołowy pochodzenia jamajskiego
  - Thomas N’Kono, kameruński piłkarz, bramkarz, trener
- 1956:
  - Paul Cook, brytyjski perkusista
  - Mima Jaušovec, słoweńska tenisistka
  - Witold Stępień, polski polityk, samorządowiec, marszałek województwa łódzkiego
- 1957:
  - Doreen Daume, niemiecka tłumaczka (zm. 2013)
  - Erwin Fassbind, szwajcarski bobsleista
  - Kumiko Kaori, japońska piosenkarka
  - Volker Winkler, niemiecki kolarz torowy i szosowy
- 1958:
  - Philippe Bas, francuski urzędnik państwowy, samorządowiec, polityk
  - José Cesário, portugalski nauczyciel, samorządowiec, polityk
  - Zoran Kalinić, serbski tenisista stołowy
  - Benni Ljungbeck, szwedzki zapaśnik
  - Krzysztof Loryś, polski matematyk
  - Billy Mays, amerykański aktor, komik (zm. 2009)
- 1959:
  - Janusz Pawłowski, polski judoka
  - Aleksandr Sizonienko, ukraiński koszykarz (zm. 2012)
- 1960:
  - Claudio Langes, włoski kierowca wyścigowy
  - Bertram Meier, niemiecki duchowny katolicki, biskup Augsburga
  - Catherine Rabett, brytyjska aktorka
  - Alexandru Spiridon, mołdawski piłkarz, trener
  - Prvoslav Vujčić, serbski powieściopisarz, nowelista, poeta,
  - Mike Witt, amerykański baseballista
- 1961:
  - Batista, brazylijski piłkarz
  - Aleksandr Jewgienjew, rosyjski lekkoatleta, sprinter
  - Jarosław Rusiecki, polski socjolog, polityk, poseł na Sejm i senator RP
  - Ria Visser, holenderska łyżwiarka szybka
- 1962:
  - Carlos Alazraqui, amerykański aktor, komik pochodzenia argentyńskiego
  - Tomas Johansson, szwedzki zapaśnik
  - Krzysztof Laga, polski polityk, poseł na Sejm RP
  - José Elías Rauda Gutiérrez, salwadorski duchowny katolicki, biskup San Vicente
  - Primož Ulaga, słoweński skoczek narciarski
- 1963:
  - Paula Ivan, rumuńska lekkoatletka, biegaczka średniodystansowa
  - Federico Moccia, włoski reżyser, scenarzysta filmowy, pisarz
  - Aleksandr Żulin, rosyjski łyżwiarz figurowy, trener
- 1964:
  - Jacek Beutler, polski judoka
  - Chris Cornell, amerykański muzyk, wokalista, kompozytor, autor tekstów, członek zespołów Soundgarden i Audioslave (zm. 2017)
  - Lewan Gaczecziladze, gruziński przedsiębiorca, polityk
  - Terri Irwin, australijska przyrodniczka pochodzenia amerykańskiego
  - Siergiej Koboziew, rosyjski bokser (zm. 1995)
  - Czesław Mroczek, polski prawnik, polityk, poseł na Sejm RP
  - Sebastiano Rossi, włoski piłkarz, bramkarz
  - Bernd Schneider, niemiecki kierowca wyścigowy
  - Witold Śmidowski, polski politolog, dyplomata
- 1965:
  - Andrew Black, irlandzki pokerzysta
  - Robert Chmielewski, polski aktor, dziennikarz
  - Andreas Krieger (wcześniej Heidi Krieger), niemiecki lekkoatleta, kulomiot, transseksualista
  - Laurent Lucas, francuski aktor
  - Sung Kyung-hwa, południowokoreańska piłkarka ręczna
- 1966:
  - Stone Gossard, amerykański gitarzysta, członek zespołu Pearl Jam
  - Andrzej Łachański, polski aktor (zm. 2006)
  - Enrique Peña Nieto, meksykański polityk, prezydent Meksyku
- 1967:
  - Paulo César Costa, brazylijski duchowny katolicki, biskup São Carlos
  - Rodney Eastman, kanadyjski aktor, muzyk, członek zespołu King Straggler
  - Geovanny Jara, kostarykański piłkarz
  - Giorgi Kwirikaszwili, gruziński polityk, premier Gruzji
  - Anna Sieniawska, polska aktorka dziecięca
  - Markus Wallner, austriacki polityk, starosta krajowy Vorarlberga
  - Tomasz Zieliński, polski historyk, polityk, poseł na Sejm RP
  - Dawyd Żwanija, ukraiński przedsiębiorca, polityk, minister ds. sytuacji nadzwyczajnych (zm. 2022)
- 1968:
  - Jimmy Carson, amerykański hokeista pochodzenia greckiego
  - Kool G Rap, amerykański raper
  - Pascal Lavanchy, francuski łyżwiarz figurowy
  - Hami Mandıralı, turecki piłkarz, trener
- 1969:
  - Josh Holloway, amerykański aktor
  - Madelein Svensson, szwedzka lekkoatletka, chodziarka
- 1970:
  - Mirosław Barszcz, polski prawnik, polityk, wiceminister finansów i minister budownictwa
  - Dahlia Duhaney, jamajska lekkoatletka, sprinterka
  - Howard Jones, amerykański wokalista, członek zespołów: Blood Has Been Shed, Killswitch Engage i Devil You Know
  - Julie Michaels, amerykańska aktorka, kaskaderka, statystka filmowa
- 1971:
  - Grzegorz Borek, polski raper, aktor (zm. 2009)
  - Sławomir Cenckiewicz, polski historyk, publicysta
  - Charles Johnson, amerykański baseballista
  - Pavel Němec, czeski prawnik, polityk
  - Sandra Oh, kanadyjska aktorka pochodzenia koreańskiego
  - Dzmitryj Wajciuszkiewicz, białoruski muzyk, multiinstrumentalista, kompozytor muzyki filmowej, pieśniarz
- 1972:
  - Jenny B, włoska piosenkarka
  - Alvydas Pazdrazdis, litewski koszykarz
  - Jozef Stümpel, słowacki hokeista
  - Erik Ullenhag, szwedzki polityk
  - Rokas Žilinskas, litewski dziennikarz, prezenter telewizyjny, polityk (zm. 2017)
- 1973:
  - Anna Bańkowska, polska nauczycielka, samorządowiec, wicemarszałek województwa zachodniopomorskiego
  - Omar Hashim Epps, amerykański aktor, muzyk
  - Peter Forsberg, szwedzki hokeista
  - Haakon, norweski książę
  - Sławomir Kosiński, polski gitarzysta popowy i rockowy
  - Michał Kurtyka, polski ekonomista, menedżer, polityk, minister klimatu
  - Claudio Reyna, amerykański piłkarz
  - Anni Sinnemäki, fińska polityk
- 1974:
  - Abdulaziz Al-Janoubi, saudyjski piłkarz
  - Sasha Carter, kanadyjska curlerka
  - Filippo Mannucci, włoski wioślarz
  - Tosca Musk, południowoafrykańska reżyserka filmowa
  - Simon Rex, amerykański aktor, komik, raper, model
  - Aaron Simpson, amerykański zapaśnik, zawodnik MMA
  - Abdelhak Zakaria, marokańsko-bahrajński lekkoatleta, długodystansowiec
- 1975:
  - Ray Allen, amerykański koszykarz
  - Judy Greer, amerykańska aktorka
  - Erik Hagen, norweski piłkarz
  - Aimee Mullins, amerykańska sportsmenka, aktorka, modelka
  - Jason Raize, amerykański aktor (zm. 2004)
- 1976:
  - José Gusmão, portugalski ekonomista, polityk, eurodeputowany
  - Tamás Kásás, węgierski piłkarz wodny
  - Michal Kolomazník, czeski piłkarz
  - Wojciech Kozub, polski biathlonista
  - Florian Panzner, niemiecki aktor
  - Sophie Sandolo, włoska golfistka
  - Andrew Stockdale, australijski wokalista, gitarzysta, członek zespołu Wolfmother
- 1977:
  - Alex, japoński piłkarz pochodzenia brazylijskiego
  - Timothy Ferriss, amerykański przedsiębiorca, inwestor, autor poradników
  - Cristian Ghinea, rumuński politolog, publicysta, polityk
  - Yves Niaré, francuski lekkoatleta, kulomiot (zm. 2012)
  - Marcin Piętowski, polski aktor
  - Alessandro Santos, japoński piłkarz pochodzenia brazylijskiego
- 1978:
  - Daniił Burkienia, rosyjski lekkoatleta, trójskoczek
  - Pawieł Daciuk, rosyjski hokeista
  - Tomáš Drucker, słowacki menedżer, polityk
  - Ana Durłowski, macedońska śpiewaczka operowa
  - Ertuğrul Ergezen, turecki bokser
  - Charlie Korsmo, amerykański aktor
  - Tamsyn Lewis, australijska lekkoatletka, biegaczka średniodystansowa
  - Ronny Listner, niemiecki bobsleista
  - Andrus Murumets, estoński trójboista siłowy, strongman
  - Jean-Claude Scherrer, szwajcarski tenisista
  - Will Solomon, amerykański koszykarz
  - Adam Szustak, polski prezbiter katolicki, dominikanin, wędrowny kaznodzieja, duszpasterz akademicki, youtuber
- 1979:
  - Elvis Contreras, dominikański siatkarz
  - Miklós Fehér, węgierski piłkarz (zm. 2004)
  - Raymond Leppan, południowoafrykański wrestler
  - Ihar Makarau, białoruski judoka
  - Dominika Misterska-Zasowska, polska sztangistka
  - Artur Tajmazow, uzbecki zapaśnik pochodzenia osetyjskiego
- 1980:
  - Morten Ågheim, norweski skoczek narciarski (zm. 2017)
  - Éric Akoto, togijski piłkarz
  - Sturla Ásgeirsson, islandzki piłkarz ręczny
  - Gisele Bündchen, brazylijska modelka pochodzenia niemieckiego
  - Dado Dolabella, brazylijski aktor, piosenkarz pochodzenia hiszpańskiego
  - Łukasz Dziemidok, polski aktor
  - Gracy Singh, indyjska aktorka
- 1981:
  - Jérôme Blanchard, francuski łyżwiarz figurowy
  - Rusłan Bidnenko, ukraiński piłkarz
  - Brian Carroll, amerykański piłkarz
  - Dzmitryj Daszkiewicz, białoruski polityk
  - Damien Delaney, irlandzki piłkarz
  - Viktoria Ladõnskaja, estońska dziennikarka, polityk
  - Agnieszka Łada, polska politolog, niemcoznawczyni
  - Elisha Thomas, amerykańska siatkarka
  - Zhang Shuai, chiński piłkarz
- 1982:
  - Ayanna Alexander, trynidadzko-tobagijska lekkoatletka. trójskoczkini
  - Percy Daggs, amerykański aktor
  - Marcin Głowiński, polski duchowny katolicki
  - Janne Lahti, fiński hokeista
- 1983:
  - Ignisious Gaisah, ghański lekkoatleta, skoczek w dal
  - Mona-Liisa Nousiainen, fińska biegaczka narciarska (zm. 2019)
  - Śliwka Tuitam, polski raper
  - Jamaal Torrance, amerykański lekkoatleta, sprinter
- 1984:
  - Gonzalo Bergessio, argentyński piłkarz
  - Marija Gromowa, rosyjska pływaczka synchroniczna
  - Marie Martinod, francuska narciarka dowolna
  - Andrzej Misiewicz, polski koszykarz
  - Marcin Porzucek, polski samorządowiec, polityk, poseł na Sejm RP
- 1985:
  - John Francis Daley, amerykański aktor
  - Jewhen Sełezniow, ukraiński piłkarz
  - Louis Jacob van Zyl, południowoafrykański lekkoatleta, płotkarz
- 1986:
  - Karolína Bednářová, czeska siatkarka
  - Edgar Jenokian, ormiański zapaśnik
  - Sajndżarglyn Njam-Oczir, mongolski judoka
  - Benjamin Stasiulis, francuski pływak pochodzenia litewskiego
- 1987:
  - Miki Itō, japońska narciarka dowolna
  - Niall McGinn, północnoirlandzki piłkarz
- 1988:
  - Dmytro Hlebow, ukraiński koszykarz
  - Julianne Hough, amerykańska tancerka, choreografka, piosenkarka, aktorka
  - Teliana Pereira, brazylijska tenisistka
  - Édouard Rowlandson, francuski siatkarz
  - Nikol Sajdová, czeska siatkarka
  - Sami Whitcomb, amerykańska koszykarka
- 1989:
  - Javier Cortés, meksykański piłkarz
  - Julija Gawriłowa, rosyjska szablistka
  - Jurij Gazinski, rosyjski piłkarz
  - Cristian Pasquato, włoski piłkarz
  - Moussa Yedan, burkiński piłkarz
- 1990:
  - Micah Lawrence, amerykańska pływaczka
  - Daria Pogorzelec, polska judoczka
  - Lars Unnerstall, niemiecki piłkarz, bramkarz
- 1991:
  - Alec Burks, amerykański koszykarz
  - Dwight Powell, kanadyjski koszykarz
  - Heidi Weng, norweska biegaczka narciarska
  - Damir Zlomislić, bośniacki piłkarz
- 1992:
  - Ludmyła Kiczenok, ukraińska tenisistka
  - Nadija Kiczenok, ukraińska tenisistka
  - Noh Jin-kyu, południowokoreański łyżwiarz szybki (zm. 2016)
- 1993:
  - Alycia Debnam-Carey, australijska aktorka
  - Lucas Digne, francuski piłkarz
  - Oscar Klefbom, szwedzki hokeista
  - Maciej Kucharek, polski koszykarz
  - Adam Maher, holenderski piłkarz pochodzenia marokańskiego
  - Amelia Maszońska, polska skrzypaczka
  - Wendell Nascimento Borges, brazylijski piłkarz
- 1994:
  - Leo Andrić, chorwacki siatkarz
  - Chase Jackson, amerykańska lekkoatletka, kulomiotka
  - Jovana Jovičić, serbska siatkarka
  - Maia Shibutani, amerykańska łyżwiarka figurowa pochodzenia japońskiego
- 1995:
  - Anżalika Barysiewicz, białoruska siatkarka
  - Lee Ya-hsuan, tajwańska tenisistka
  - Jevaughn Minzie, jamajski lekkoatleta, sprinter
  - Mateusz Rudyk, polski kolarz torowy
- 1996:
  - Waldemar Anton, niemiecki piłkarz
  - Naoto Baba, japoński biegacz narciarski
  - Joey Bragg, amerykański aktor, komik
  - Ben Simmons, australijski koszykarz
- 1998:
  - Merveille Ndockyt, kongijski piłkarz
  - Zhang Jun, chiński lekkoatleta, chodziarz
- 1999:
  - Goga Bitadze, gruziński koszykarz
  - Elissa Downie, brytyjska gimnastyczka
  - Aleksandra Hanowerska, monakijska sportsmenka, członkini rodziny książęcej
  - Pop Smoke, amerykański raper (zm. 2020)
- 2000:
  - Jessic Ngankam, niemiecki piłkarz pochodzenia kameruńskiego
  - Carlos Palacios, chilijski piłkarz
  - Kik Pierie, holenderski piłkarz
  - Zuzanna Wawrzyniak, polska siatkarka
- 2001:
  - Álex Baena, hiszpański piłkarz
  - Mary Tucker, amerykańska strzelczyni sportowa
  - Aleksandra Urošević, serbska siatkarka
- 2002 – Omar Campos, meksykański piłkarz
- 2003 – Rosa Pohjolainen, fińska narciarka alpejska
- 2004 – Vilho Palosaari, fiński skoczek narciarski
- 2007 – Maksymilian Balcerowski, polski aktor

## Zmarli
- 384 – Tymoteusz I, patriarcha Aleksandrii (ur. ?)
- 833 – Ansegiz z Fontenelle, francuski benedyktyn, reformator opactw, święty (ur. ok. 770)
- 985 – Bonifacy VII, antypapież (ur. ?)
- 1031 – Robert II Pobożny, król Francji (ur. 972)
- 1039 – Konrad II, książę Karyntii i margrabia Werony (ur. ok. 1003)
- 1109 – Eupraksja, księżniczka kijowska (ur. 1071)
- 1156 – Toba, cesarz Japonii (ur. 1103)
- 1201 – Agnieszka z Meran, królowa Francji (ur. 1172)
- 1358 – Albrecht II Kulawy, książę Austrii i Styrii (ur. 1298)
- 1398 – Roger Mortimer, angielski możnowładca (ur. 1374)
- 1454 – Jan II, król Kastylii i Leónu (ur. 1405)
- 1490 – Mikołaj Stadnicki, polski szlachcic, polityk, wojewoda bełski, kasztelan przemyski (ur. ok. 1446)
- 1502 – Giovanni Battista Ferrari, włoski duchowny katolicki, arcybiskup Kapui, kardynał (ur. 1450)
- 1514 – György Dózsa, siedmiogrodzki żołnierz, przywódca powstania chłopskiego na Węgrzech i w Siedmiogrodzie (ur. 1470)
- 1524 – Klaudia Walezjuszka, królowa Francji (ur. 1499)
- 1552 – Georg von Zedlitz-Neukirch, śląski arystokrata, husyta (ur. 1444)
- 1581 – Odet de Turnèbe, francuski dramaturg (ur. 1552)
- 1609 – Federico Zuccaro, włoski malarz (ur. 1540)
- 1627 – Guðbrandur Þorláksson, islandzki duchowny luterański, biskup Hólar, matematyk, kartograf (ur. 1541)
- 1636 – Albrycht Władysław Radziwiłł, polski ziemianin, polityk (ur. 1589)
- 1649 – Alessandro Varotari, włoski malarz (ur. 1588)
- 1677 – Mikołaj Slaski, polski jezuita, rektor, pedagog (ur. 1614)
- 1716 – Bernard Bartlicius, czeski pijar, polityk (ur. 1646)
- 1718 – Étienne Baluze, francuski jezuita, kanonista, historyk, prawnik, wydawca, bibliotekarz (ur. 1630)
- 1726 – Johann Dientzenhofer, niemiecki architekt (ur. 1663)
- 1728 – Johann Christoph von Penterriedter, austriacki baron, dyplomata (ur. ?)
- 1733 – Jan Christian Wittelsbach, hrabia palatyn i książę Palatynatu-Sulzbach (ur. 1700)
- 1740 – Giuseppe Antonio Caccioli, włoski malarz (ur. 1672)
- 1752 – Johann Christoph Pepusch, niemiecki kompozytor (ur. 1667)
- 1758 – Michał Łoś, polski szlachcic, kasztelan, polityk (ur. ?)
- 1762 – Paul Troger, austriacki malarz, grafik, freskant (ur. 1698)
- 1786 – Thomas Robinson, brytyjski arystokrata, dyplomata, polityk (ur. 1738)
- 1792 – Antoni Michał Czapski, polski generał (ur. 1725)
- 1808 – François-Hippolyte Barthélémon, francuski skrzypek, kompozytor (ur. 1741)
- 1811 – Jean-François de Bourgoing, francuski baron, dyplomata (ur. 1748)
- 1813 – Felicjan Walknowski, polski ziemianin, poeta, polityk (ur. 1761)
- 1816 – Gawriił Dierżawin, rosyjski poeta (ur. 1743)
- 1819 – John Playfair, szkocki matematyk, geolog (ur. 1748)
- 1824 – Maine de Biran, francuski filozof (ur. 1766)
- 1830 – Remigio Crescini, włoski duchowny katolicki, biskup Parmy, kardynał (ur. 1757)
- 1839:
  - Anna Kim Chang-gŭm, koreańska męczennica, święta (ur. 1789)
  - Róża Kim No-sa, koreańska męczennica, święta (ur. 1784)
  - Łucja Kim Nusia, koreańska męczennica, święta (ur. 1818)
  - Marta Kim Sŏng-im, koreańska męczennica, święta (ur. 1787)
  - Jan Chrzciciel Yi Kwang-nyŏl, koreański męczennik, święty (ur. 1795)
  - Teresa Yi Mae-im, koreańska męczennica, święta (ur. 1788)
  - Magdalena Yi Yŏng-hŭi, koreańska męczennica, święta (ur. 1809)
  - Maria Wŏn Kwi-im, koreańska męczennica, święta (ur. 1819)
- 1851:
  - Hugues-Robert-Jean-Charles de La Tour d’Auvergne-Lauraguais, francuski duchowny katolicki, biskup Arras, kardynał (ur. 1768)
  - Horace Sébastiani, francuski generał, dyplomata, polityk, marszałek i par Francji (ur. 1772)
- 1858 – Józef María Díaz Sanjurjo, hiszpański dominikanin, misjonarz, biskup, męczennik, święty (ur. 1818)
- 1865 – Karol Lambert, rosyjski generał kawalerii (ur. 1815)
- 1866:
  - Ippolito Caffi, włoski malarz (ur. 1809)
  - Bernhard Riemann, niemiecki matematyk, wykładowca akademicki (ur. 1826)
- 1870:
  - Albrecht von Gräfe, niemiecki okulista (ur. 1828)
  - Robert Nicols Martin, amerykański prawnik, polityk (ur. 1798)
- 1873 – Richard Bethell, brytyjski prawnik, polityk (ur. 1800)
- 1883 – Tomomi Iwakura, japoński polityk (ur. 1825)
- 1888 – Paul Langerhans, niemiecki patolog, anatom (ur. 1847)
- 1889 – Anton Ausserer, austriacki entomolog, arachnolog, wykładowca akademicki (ur. 1843)
- 1890 – Richard Wallace, brytyjski arystokrata, kolekcjoner dzieł sztuki (ur. 1818)
- 1891 – Frederick Weld, brytyjski polityk, administrator kolonialny (ur. 1823)
- 1900:
  - Paweł Denn, francuski jezuita, misjonarz, męczennik, święty (ur. 1847)
  - Maria Fu Guilin, chińska męczennica, święta (ur. 1863)
  - Leon Mangin, francuski jezuita, misjonarz, męczennik, święty (ur. 1857)
  - Piotr Zhu Rixin, chiński męczennik, święty (ur. 1881)
  - Maria Zhu Wu, chińska męczennica, święta (ur. 1850)
- 1901 – Samuel Rajss, polski franciszkanin konwentualny, prezbiter, prowincjał (ur. 1850)
- 1903 – Leon XIII, papież (ur. 1810)
- 1904 – Marcus Goldman, amerykański bankier, przedsiębiorca pochodzenia żydowskiego (ur. 1821)
- 1908 – Dimitrios Wikielas, grecki przedsiębiorca, pisarz, tłumacz, działacz sportowy, pierwszy przewodniczący MKOl (ur. 1835)
- 1910 – Anderson Dawson, australijski polityk, premier Queenslandu (ur. 1863)
- 1912 – Andrew Lang, szkocki poeta, prozaik, krytyk literacki (ur. 1844)
- 1916:
  - Maurycy Pius Rudzki, polski astronom, geofizyk, wykładowca akademicki (ur. 1862)
  - Reinhard Sorge, niemiecki dramaturg, poeta (ur. 1892)
- 1917:
  - Jurij Gilszer, rosyjski pilot wojskowy, as myśliwski (ur. 1894)
  - Tadeusz Jaroszyński, polski pisarz, recenzent teatralny, rysownik (ur. 1862)
  - Ignacy Sowiński, polski architekt (ur. 1858)
- 1922 – Andriej Markow (starszy), rosyjski matematyk, wykładowca akademicki (ur. 1856)
- 1923 – Pancho Villa, meksykański generał, przywódca partyzantki chłopskiej (ur. 1878)
- 1926 – Feliks Dzierżyński, polski i rosyjski komunista, twórca i szef pierwszych sowieckich organów bezpieczeństwa (ur. 1877)
- 1927 – Ferdynand I Hohenzollern-Sigmaringen, król Rumunii (ur. 1865)
- 1928 – Jerzy Leporowski, polski kupiec, taternik (ur. 1897)
- 1929 – Nicholas John Sinnott, amerykański prawnik, polityk (ur. 1870)
- 1931:
  - Herbert Baddeley, brytyjski tenisista (ur. 1872)
  - Henryk Mikolasch, polski fotograf, malarz (ur. 1872)
- 1932:
  - Juan Anderson, argentyński piłkarz (ur. 1872)
  - René Bazin, francuski pisarz (ur. 1853)
  - Joseph Bitta, niemiecki prawnik, polityk (ur. 1856)
- 1935 – Isaak Aluf, rosyjski neurolog pochodzenia żydowskiego (ur. 1885)
- 1936:
  - Franciszka Aldea Araujo, hiszpańska zakonnica, męczennica, błogosławiona (ur. 1881)
  - Rita Dolores Pujalte Sanchez, hiszpańska zakonnica, męczennica, błogosławiona (ur. 1853)
- 1937 – Guglielmo Marconi, włoski fizyk, wynalazca radia, laureat Nagrody Nobla (ur. 1874)
- 1938 – Josef Drahoňovský, czeski rzeźbiarz, gliptyk, wykładowca akademicki (ur. 1877)
- 1942:
  - Germaine Dulac, francuska reżyserka filmowa, teoretyk kina, feministka (ur. 1882)
  - Jan Riabinin, polski historyk, archiwista (ur. 1878)
- 1943:
  - Charles Hazelius Sternberg, amerykański kolekcjoner kości, paleontolog amator (ur. 1850)
  - Walter Wessel, niemiecki generał (ur. 1892)
- 1944:
  - Czicziko Bendeliani, radziecki pilot wojskowy, as myśliwski (ur. 1913)
  - Antoni Zygmunt Downarowicz, polski inżynier technolog, budowniczy, architekt (ur. 1881)
  - Mildred Harris, amerykańska aktorka (ur. 1901)
  - Jadwiga Holnicka-Szulc, polska łączniczka i sanitariuszka AK (ur. 1922)
- 1945:
  - Marian Massonius, polski filozof, wykładowca akademicki, działacz oświatowy, dziennikarz (ur. 1862)
  - Paul Valéry, francuski poeta, prozaik, eseista (ur. 1871)
- 1946:
  - Friedrich von Cochenhausen, niemiecki generał (ur. 1879)
  - Edmund Glaise-Horstenau, austriacki wojskowy, historyk, polityk, działacz nazistowski (ur. 1882)
- 1947:
  - Karol Niedoba, polski malarz, pedagog (ur. 1864)
  - Ludwik Wiszniewski, polski pisarz, autor literatury dziecięcej (ur. 1888)
- 1950 – Stanisław Dobrzański, polski kapitan administracji (ur. 1891)
- 1951:
  - Abdullah I, król Jordanii (ur. 1882)
  - Wilhelm Hohenzollern, niemiecki książę, ostatni następca tronu (Kronprinz) (ur. 1882)
  - Jan Lippert, polski stolarz, górnik, mazurski działacz społeczny i narodowy (ur. 1877)
- 1953 – Dumarsais Estimé, haitański prawnik, polityk, prezydent Haiti (ur. 1900)
- 1955 – Calouste Gulbenkian, ormiański przedsiębiorca, kolekcjoner, filantrop (ur. 1869)
- 1958:
  - Ernesto Chaparro, chilijski piłkarz (ur. 1901)
  - Franklin Pangborn, amerykański aktor komediowy (ur. 1888)
- 1959:
  - Karl Ansén, szwedzki piłkarz (ur. 1887)
  - William Daniel Leahy, amerykański admirał, polityk (ur. 1875)
- 1961:
  - Leon Janta Połczyński, polski ziemianin, polityk, senator RP, minister rolnictwa i dóbr państwowych (ur. 1867)
  - Masanobu Tsuji, japoński wojskowy, zbrodniarz wojenny (ur. 1902)
- 1963 – Rolando de Lamare, brazylijski piłkarz (ur. 1888)
- 1964:
  - Frederick Seares, amerykański astronom (ur. 1873)
  - Anna Wyrubowa, rosyjska arystokratka (ur. 1884)
- 1965:
  - Maria Bociańska-Radomska, polska działaczka patriotyczna (ur. 1889)
  - Jan Czekanowski, polski antropolog, etnograf, statystyk, językoznawca, wykładowca akademicki (ur. 1882)
- 1966:
  - Józef Kisielewski, polski pisarz, dziennikarz, działacz narodowy (ur. 1905)
  - Stanisław Skibicki, polski kapitan, działacz niepodległościowy, urzędnik państwowy (ur. 1894)
- 1967:
  - Lewis Brereton, amerykański generał porucznik, pilot, pionier lotnictwa wojskowego (ur. 1890)
  - Wawrzyniec Kubala, polski prawnik, samorządowiec, wiceprezydent Lwowa (ur. 1885)
  - Fikret Mualla, turecki malarz (ur. 1903)
  - Morris Swadesh, amerykański lingwista, wykładowca akademicki (ur. 1909)
  - William Wallace, kanadyjski wioślarz (ur. 1901)
- 1968:
  - Joseph Keilberth, niemiecki dyrygent (ur. 1908)
  - Karol Maleczyński, polski historyk, paleograf, tłumacz (ur. 1897)
- 1969 – Roy Hamilton, amerykański piosenkarz (ur. 1929)
- 1970:
  - William Ogilvy Kermack, szkocki chemik, matematyk (ur. 1898)
  - Ernst Krebs, niemiecki kajakarz, biegacz narciarski (ur. 1906)
  - Iain Macleod, brytyjski polityk (ur. 1913)
- 1972:
  - Friedrich Flick, niemiecki przemysłowiec (ur. 1883)
  - Mieczysław Minkowski, szwajcarski neurolog, psychiatra pochodzenia polskiego (ur. 1884)
- 1973:
  - Michaił Isakowski, rosyjski poeta, autor tekstów piosenek (ur. 1900)
  - Bruce Lee, amerykański aktor, mistrz kung-fu pochodzenia chińskiego (ur. 1940)
  - Robert Smithson, amerykański artysta (ur. 1938)
- 1974:
  - Bronisław Jarosz, polski kapitan rezerwy, krawiec, malarz (ur. 1911)
  - Wacław Olszewicz, polski ekonomista, historyk, działacz gospodarczy, bibliotekoznawca pochodzenia żydowskiego (ur. 1888)
  - Bronisław Poplatek, polski podpułkownik piechoty (ur. 1895)
  - Karol Wędziagolski, polski rewolucjonista, polityk, pamiętnikarz (ur. 1885)
- 1976:
  - Henryk Angelelli, argentyński duchowny katolicki, biskup La Rioja, męczennik, błogosławiony (ur. 1923)
  - Joseph Rochefort, amerykański kryptoanalityk, komandor (ur. 1900)
- 1977:
  - Carter DeHaven, amerykański aktor, reżyser i producent filmowy (ur. 1886)
  - Wacław Eytner, polski architekt (ur. 1922)
- 1978:
  - Angelo Jacopucci, włoski bokser (ur. 1948)
  - Izydor Koper, polski generał brygady (ur. 1921)
- 1979:
  - Herbert Butterfield, brytyjski historyk (ur. 1900)
  - Józef Saski, polski plutonowy AK, adwokat (ur. 1922)
- 1980:
  - Piet Bouman, holenderski piłkarz, bramkarz (ur. 1892)
  - Lado Gudiaszwili, gruziński malarz, grafik, scenograf (ur. 1896)
  - Ludomił Gyurkovich, polski architekt, obrońca Lwowa (ur. 1899)
- 1981 – Diego Venini, włoski duchowny katolicki, biskup, jałmużnik papieski (ur. 1889)
- 1983:
  - Åke Andersson, szwedzki piłkarz (ur. 1917)
  - Jerzy Jawczak, polski artysta fotograf (ur. 1940)
  - Maksymilian Koźmin, polski piłkarz, bramkarz (ur. 1906)
- 1984:
  - Adelmo Bulgarelli, włoski zapaśnik (ur. 1932)
  - Gabriel Andrew Dirac, węgierski matematyk, wykładowca akademicki (ur. 1925)
  - Mieczysław Johann, polski inżynier budownictwa, dyrektor przedsiębiorstw budowlanych (ur. 1909)
  - Gail Kubik, amerykański kompozytor, skrzypek, dyrektor muzyczny, pedagog (ur. 1914)
  - Alojzy Novarese, włoski duchowny katolicki, błogosławiony (ur. 1914)
- 1985 – Leopold Alexander, austriacko-amerykański neurolog, psychiatra (ur. 1905)
- 1987:
  - Wojciech Bewziuk, polski generał dywizji (ur. 1902)
  - Dmitrij Leluszenko, radziecki generał (ur. 1901)
  - Alexander Wood, amerykański piłkarz (ur. 1907)
- 1988 – Marcin Wenzel, polski scenograf, aktor (ur. 1920)
- 1989:
  - Włodzimierz Błaszczyk, polski archeolog (ur. 1929)
  - José Augusto Brandão, brazylijski piłkarz (ur. 1911)
  - Lauro Corona, brazylijski aktor (ur. 1957)
  - Erwin Sietas, niemiecki pływak (ur. 1910)
  - Bogumił Szuba, polski inżynier, konstruktor szybowcowy (ur. 1925)
  - Janis Tsaruchis, grecki malarz, grafik (ur. 1910)
- 1990 – Klara Sierońska-Kostrzewa, polska gimnastyczka (ur. 1913)
- 1991 – Joe Martinelli, amerykański piłkarz (ur. 1916)
- 1992 – Bruce Henderson, amerykański teoretyk zarządzania (ur. 1915)
- 1993:
  - Vince Foster, amerykański prawnik, polityk  (ur. 1945)
  - Jasmina Kodžaga, bośniacka malarka (ur. 1965)
  - Bronisław Musielak, polski dyplomata (ur. 1925)
- 1994:
  - Choi Yung-keun, południowokoreański piłkarz (ur. 1923)
  - Paul Delvaux, belgijski malarz (ur. 1897)
  - Waldemar Dras, polski poeta (ur. 1955)
  - Patrick J. Hillings, amerykański polityk (ur. 1923)
  - Lidia Minticz-Skarżyńska, polska scenograf, pedagog (ur. 1920)
  - Józef Penar, polski malarz, pedagog (ur. 1909)
  - Maria Zachwatowicz, polska architekt, konserwator zabytków (ur. 1902
- 1995:
  - Pierre Barbet, francuski pisarz science fiction (ur. 1925)
  - Juliusz Hupert, polski inżynier, wynalazca, wykładowca akademicki (ur. 1910)
  - Ernest Mandel, belgijski polityk, trockista pochodzenia żydowskiego (ur. 1923)
  - Walery Namiotkiewicz, polski dziennikarz, publicysta, urzędnik państwowy (ur. 1931)
- 1996:
  - Anna Jachnina, polska reporterka radiowa (ur. 1914)
  - František Plánička, czeski piłkarz, bramkarz (ur. 1904)
- 1997:
  - Drummond Matthews, brytyjski geolog, geofizyk (ur. 1931)
  - Arshi Pipa, albański poeta, prozaik, filozof, krytyk literacki (ur. 1920)
- 1999:
  - Jean-Jacques Lamboley, francuski kolarz torowy i szosowy (ur. 1920)
  - Jan Zbigniew Mikulski, polski pilot, szybownik, instruktor szybownictwa WP (ur. 1907)
- 2000 – Adalbert Hamman, francuski franciszkanin, patrolog (ur. 1910)
- 2002 – Stanisław Russocki, polski historyk, wykładowca akademicki (ur. 1930)
- 2004:
  - Lala Mara, fidżyjska polityk, pierwsza dama (ur. 1931)
  - Zdzisław Sierpiński, polski dziennikarz, krytyk muzyczny, żołnierz AK, uczestnik powstania warszawskiego (ur. 1924)
- 2005 – James Doohan, kanadyjski aktor (ur. 1920)
- 2006:
  - Brandon Hedrick, amerykański morderca (ur. 1979)
  - Gérard Oury, francuski aktor, reżyser i scenarzysta filmowy (ur. 1919)
- 2007:
  - Kai M. Siegbahn, szwedzki fizyk, laureat Nagrody Nobla (ur. 1918)
  - Ludwik Szułczyński, polski bokser (ur. 1916)
- 2008 – Dinko Šakić, chorwacki komendant obozów koncentracyjnych (ur. 1921)
- 2009 – Edward Hall, amerykański etnolog (ur. 1914)
- 2010:
  - Wojciech Herman, polski filozof (ur. 1955)
  - Thomas Molnar, węgierski filozof, historyk (ur. 1921)
- 2011:
  - Rafał Balcewicz, polski hokeista (ur. 1987)
  - Lucian Freud, brytyjski malarz (ur. 1922)
  - Hilmi Kiremitçi, turecki piłkarz (ur. 1934)
  - Lech Zielaskowski, polski fotograf lotniczy, operator filmowy (ur. 1937)
  - Róża Żarska, polska prawnik, adwokat (ur. 1949)
- 2012:
  - Henri Aubry, francuski kolarz szosowy i przełajowy (ur. 1922)
  - Jack Davis, amerykański lekkoatleta, płotkarz (ur. 1930)
  - Olga Doraczyńska, polska architekt, malarka, działaczka społeczna (ur. 1947)
  - Hiszam Ichtijar, syryjski dowódca wojskowy (ur. 1941)
- 2013:
  - Pierre Fabre, francuski farmaceuta, przedsiębiorca (ur. 1926)
  - André Grobéty, szwajcarski piłkarz (ur. 1933)
  - Helen Thomas, amerykańska dziennikarka (ur. 1920)
- 2014:
  - Maria Dąbska, polska lekarka, patomorfolog (ur. 1921)
  - Aleksander Jałosiński, polski fotoreporter (ur. 1931)
  - Kevin Skinner, nowozelandzki rugbysta (ur. 1927)
- 2015:
  - Józef Jungiewicz, polski inżynier górnik, polityk, poseł na Sejm RP (ur. 1936)
  - Kazimierz Szymiczek, polski matematyk, wykładowca akademicki (ur. 1939)
- 2016:
  - Włodzimierz Odojewski, polski pisarz (ur. 1930)
  - Pawieł Szaramiet, białoruski dziennikarz (ur. 1971)
- 2017:
  - Chester Bennington, amerykański wokalista, członek zespołów: Grey Daze, Linkin Park, Dead by Sunrise i Stone Temple Pilots (ur. 1976)
  - Bernhard Kempa, niemiecki piłkarz ręczny, trener (ur. 1920)
  - Claude Rich, francuski aktor (ur. 1929)
  - Jadwiga Szubartowicz, polska superstulatka (ur. 1905)
- 2018:
  - Thaddeus Radzilowski, polski historyk, publicysta, działacz polonijny (ur. 1938)
  - Honorata Skoczylas-Stawska, polska dialektolog, wykładowczyni akademicka (ur. 1934)
- 2019:
  - Wiktor Jędrzejec, polski grafik (ur. 1961)
  - Peter McNamara, australijski tenisista (ur. 1955)
- 2020:
  - Lone Dybkjær, duńska polityk, minister środowiska, eurodeputowana (ur. 1940)
  - Bogdan Kędzia, polski profesor doktor habilitowany nauk farmaceutycznych (ur. 1939)
- 2021:
  - Vita Andersen, duńska pisarka (ur. 1942)
  - Bohdan Sienkiewicz, polski dziennikarz, marynista (ur. 1931)
- 2023:
  - Stanisław Lewak, polski biolog, biochemik, botanik, wykładowca akademicki (ur. 1930)
  - Aadu Must, estoński historyk, samorządowiec, polityk (ur. 1951)
  - Mirko Novosel, chorwacki koszykarz, trener (ur. 1938)
- 2024:
  - Bożena Dworska, polska piosenkarka, artystka kabaretowa (ur. 1961)
  - Moacir, brazylijski piłkarz (ur. 1970)
  - Ignacy (Triantis), grecki duchowny prawosławny, metropolita Beratu (ur. 1934)
- 2025:
  - Zbigniew Bobak, polski nauczyciel, polityk, poseł na Sejm RP (ur. 1931)
  - Urszula Kozioł, polska poetka, pisarka, felietonistka (ur. 1931)
  - Malcolm-Jamal Warner, amerykański aktor, reżyser i producent filmowy (ur. 1970)